# 하워드 제어

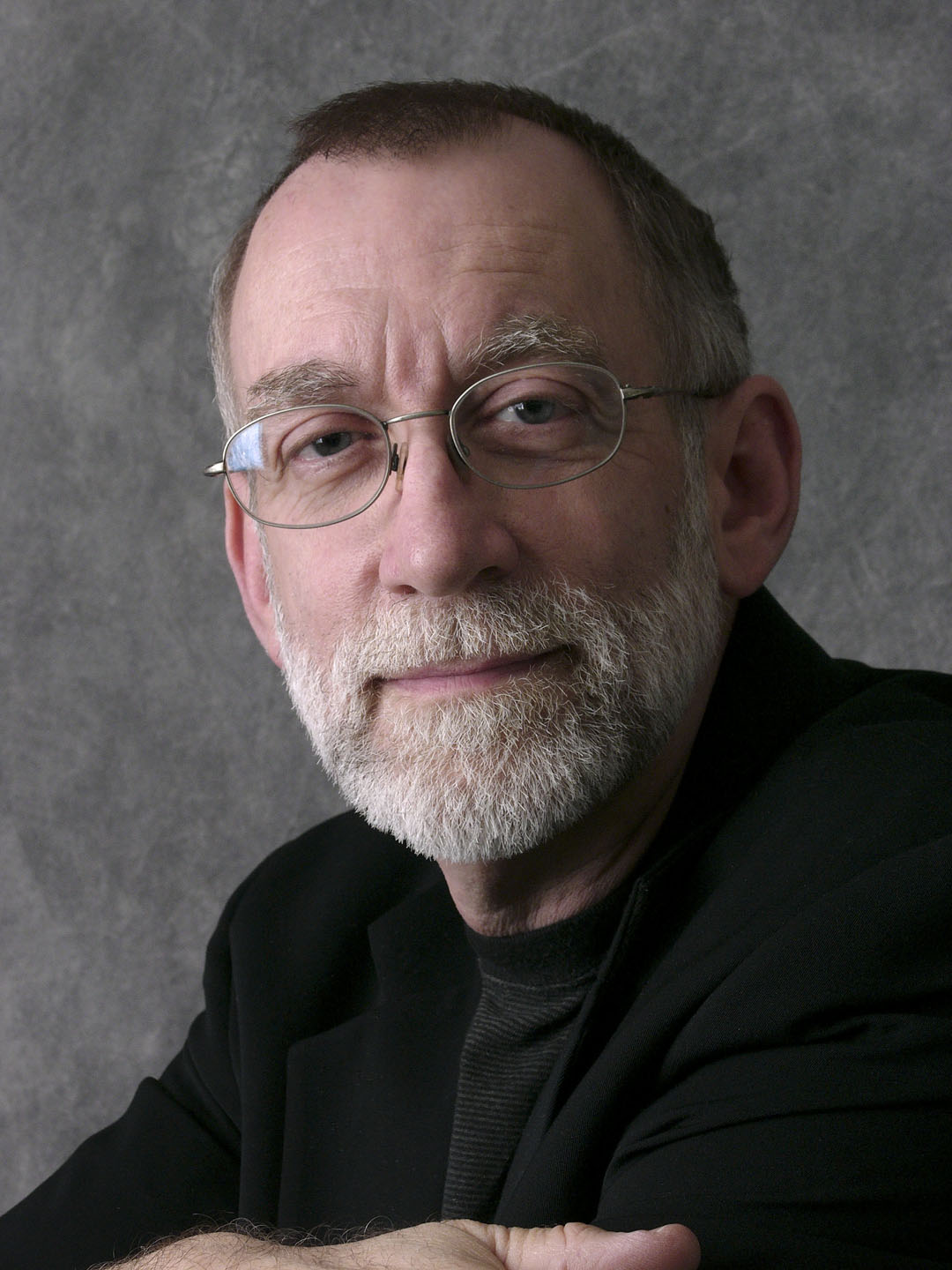

하워드 제이 제어(Howard J. Zehr, 1944년, 7월 2일 ~ )는 미국 범죄학자이다. 제어는 회복적 정의의 현대적 개념의 창시자로 인정받는다. 그는 '동부 메노나이트 대학 정의와 평화 세우기 연구소'의 '회복적 정의 학과'의 석좌 교수이고 '회복적 정의를 위한 제어 연구소'의 명예 공동 이사이다.

## 생애
중서부의 메노나이트 교회 지도자의 아들인, 하워드 제어는 일리노이 프리포트에서 태어났고 두 곳의 다른 일리노이 지방자치단체인, 피오리아 그리고 피셔에서 그의 초등학교 시절을 거치며 자랐다. 그의 가족은 그의 중고등학교 시절을 위해 인디애나로 이사했다. 그는 두 곳의 메노나이트 단체에서, 각각 일년 동안 공부했는데 – 인디애나의 고셴 대학 그리고 캔자스의 베델 대학 –  조지아 아틀랜타의, 역사적으로 흑인 중심인 모든 학생이 남성인 자유교양 대학인, 모어하우스 대학에서 유럽사 전공으로 그의 학사 학위를 마치기 전에 말이다. 제어는 모어하우스에서 학사 학위를 받은 최초의 백인이었는데 그가 1966년에 졸업했을 때 말이다. 그 학교의 당시 모어하우스 대학 총장이었던 벤자민 메이스 박사 덕분에, 제어는 메이스가 그로 하여금 유지하도록 지지하는 소수의 전공을 거쳐서 그의 학업을 마칠 수 있었는데; 제어는 그의 학과에서 두번째로 졸업했다. 그는 1967년에 시카고 대학에서 유럽사 전공으로 석사 학위를 받았고 1974년에 럿거즈 대학에서 현대 유럽사 전공으로 박사 학위를 받았다. 1971년에서 1978년까지, 그는 앨러배마의 탤러데가 대학에서 가르쳤다.